# لتو
لتو (به انگلیسی: Leto) در دین و اسطوره‌شناسی یونانی ایزدبانوی دوران کودکی، دختر تیتان، فوبه و کئوس و خواهر استریا است. نام او به معنی پنهان یا درخشان است، که قبلاً برای الههٔ ماه، سلنه آمده است.
هرا به خاطر اینکه همسرش زئوس عاشق لتو شده بود به او حسودی می‌کرد. به هنگام وضع حمل، به دستور هرا هیچ زمینی او را نپذیرفت. سرانجام زئوس جزیره‌ای را به کف دریا زنجیر کرد که دیگر به عنوان خشکی تلقی نشود و او دو طفل خود، آپولون و آرتمیس را به دنیا بیاورد.
لتو در سراسر یونان، اما بیش از همه در لیکیه، جنوب غربی آسیای صغیر به عنوان الهه مادر پرستش می‌شد. در دلوس به عنوان ایزدبانوی کوروتروفوس، الههٔ مادرانگی و آتن، معبدهایی وجود دارند که به او اختصاص داده شده‌اند. اگرچه در سرزمین‌های بیشماری او با وابستگی که به فرزندانش، آپولون و آرتمیس داشت پرستیده می‌شد. در مصر معبدی برای لتو وجود دارد با نام Wadjet واقع در بوتو، که هرودوت آن را بدین گونه توصیف می‌کند، آن به جزیره‌ای شناور متصل است. لتو معمولاً در المپوس در میان ایزدان دیگر یافت می‌شود، در حالی که جایگاه خود را در کنار زئوس به دست آورده، یا فرزندان او را در تلاش‌های مختلفشان همراهی و یاری می‌کند.
در اسطوره‌شناسی روم معادل نام لتو، لاتونا لاتین شدهٔ نام او است.

## اسطوره‌شناسی
لتو در اسطوره‌های باستانی یونان نماد مادری بود. او نیز مانند هر مادری برای به دنیا آوردن فرزندانش و سپس محافظت و تربیت صحیح آن‌ها رنج‌های زیادی کشید. لتو به خاطر رابطه اش با زئوس دچار بدبختی‌های زیادی شد که باعث حسادت هرا شد و لتو را نفرین کرد که برای تحویل فرزندانش مکان ثابتی روی زمین پیدا نکند. به این ترتیب دلوس پدیدار شد که اعتقاد بر این بود که جزیره‌ای شناور است. لتو در آنجا آرتمیس و آپولون را به دنیا آورد و از آن زمان دلوس به مکان مقدس خدای آپولون تبدیل شد.
هزیود او را ششمین همسر از هفت همسر زئوس می‌داند که پیش از ازدواج زئوس با هرا، فرزندانی برای او به دنیا آورده‌اند، با این حال، این بخش در روایت‌های بعدی وجود ندارد، که همگی از ارتباط بین این دو صحبت می‌کنند، که در نهایت به بارداری لتو منجر شد. زمانی که هرا، الهه ازدواج و خانواده، ملکه ایزدان و همسر زئوس، این موضوع را فهمید، بی‌وقفه او را تعقیب کرد.
در سومین سرود هومری برای آپولون قدیمی‌ترین روایت موجود از سرگردانی لتو و تولد فرزندانش است، اما تنها به تولد آپولون می‌پردازد و آرتمیس را به عنوان یک موضوع فرعی در نظر می‌گیرد؛ در واقع، این سرود حتی بیان نمی‌کند که فرزندان لتو دوقلو هستند و زادگاه‌های متفاوتی برای آن‌ها در نظر گرفته شده است (آپولون در دلوس، آرتمیس در اورتیگیا).